# Saint-Pons-de-Thomières

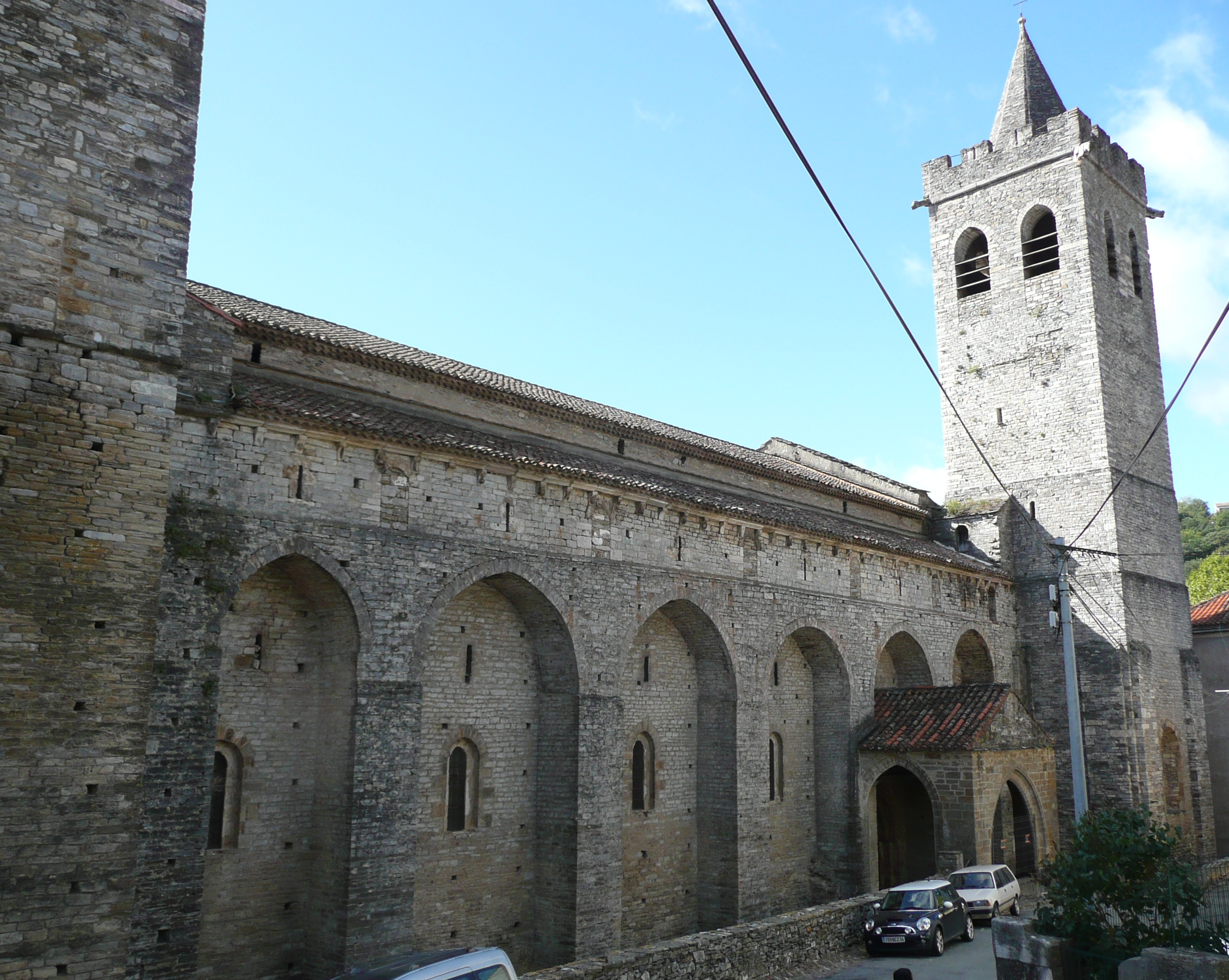
Katedra św. Poncjusza w Saint-Pons-de-Thomières, 2011

Saint-Pons-de-Thomières – miejscowość i gmina we Francji, w regionie Oksytania, w departamencie Hérault.
Nazwa miejscowości pochodzi od imienia św. Poncjusza z Cimiez i pierwotnej nazwy Tomeres.
Według danych na rok 1990 gminę zamieszkiwało 2566 osób, a gęstość zaludnienia wynosiła 63 osoby/km² (wśród 1545 gmin Langwedocji-Roussillon Saint-Pons-de-Thomières plasuje się na 149 miejscu pod względem liczby ludności, natomiast pod względem powierzchni na miejscu 95).

## Populacja

Populacja Saint-Pons-de-Thomières w latach 1962-2008